# Herb Latowicza
Herb Latowicza – symbol miasta i gminy Latowicz, ustanowiony 26 kwietnia 2012.

## Wygląd i symbolika
Herb przedstawia na tarczy w polu błękitnym Baranka Bożego z chorągiewką; będącego symbolem Jana Chrzciciela

## Historia
Pierwszy dokument, na którym zachowała się wyciśnięta pieczęć z herbem pochodzi z 1536 roku. Najprawdopodobniej jednak istniał on już w XV wieku i został przyjęty jako symbol miasta w związku z lokalizacją na prawie chełmińskim.
Pochodzenie herbu nie jest do końca jasne. Wśród hipotez wymienia się m.in.:
- fakt, iż patronem parafialnego kościoła jest Jan Chrzciciel zaś sama parafia istnieje już od XI wieku,
- to, że właścicielem Latowicza ok. roku 1238 był biskup płocki - Giedon[2].

Do najstarszych zachowanych przedstawień herbu zaliczamy jego wizerunki na następujących pieczęciach:
- Pieczęć na dokumencie z 1536 roku mająca 25 mm średnicy. Na pieczęci znajduje się napis SIGILLUM * LATOVIC. Dokument na którym się znajduje przechowywany jest w Muzeum Czapskich w Krakowie
- Pieczęć na dokumencie z 1777 roku mająca 38 mm średnicy. Na pieczęci znajduje się napis SIGILLUM CIVITATIS LATOV... oraz taki sam baranek jak na pieczęci z 1536, z tą różnicą, że pod nim zostały umieszczone dwie gałązki palmowe. Dokument na którym się znajduje przechowywany jest w Muzeum Czapskich w Krakowie
- Pieczęć na dokumencie wystawionym przez magistrat miasta Latowicza Wojciechowi Kurowskiemu z 1787. Pieczęć ta ma średnicę 36 mm. Jest na niej napis LATOVICENSIS SIGILLUM CIVITATIS * oraz baranek z chorągiewką o drzewcu zakończony krzyżem, zwróconym do tyłu i trójdzielnym proporcem skierowanym ku górze. baranek otoczony jest od tyłu i z boków liśćmi wawrzynu; ma lekko uniesioną i zgiętą prawą nogę. Dokument znajduje się w Archiwum Parafialnym w Latowiczu w "Liber Copulatorum" - Księdze zaślubin z lat 1755–1799, 1816–1822.
- Pieczęć sądowa na dokumencie z 1793 roku mająca średnicę 60 mm. Na pieczęci znajduje się napis SĄD ORDINARYINY PRIMAE JNSTANTIAE MIASTA LATOWICZA* oraz takie samo przedstawienie baranka. Dokument na którym się znajduje przechowywany jest w Muzeum Czapskich w Krakowie
- Pieczęć z 1 lutego 1797 roku na dokumencie, w którym Stanisław Rudnicki pochodzący z Sandomierza, od 10 lat mieszkający w Latowiczu oświadcza, że jest kawalerem. Znajdująca się tam pieczęć ma 58 mm średnicy. jest na niej napis SĄD ORDYNARYJNY PRIMAE INSTANCE MIASTA LATOWICZA* Baranek został ustawiony na podstawce, która stanowi drewniana kłoda; prawa noga lekko zgięta przytrzymuje drzewce chorągiewki skierowane ku tyłowi, z proporcem zwróconym ku górze. Pod spodem umieszczone zostały dwie skrzyżowane gałązki lauru. Dokument znajduje się w Archiwum Parafialnym w Latowiczu w "Liber Copulatorum" - Księdze zaślubin z lat 1755–1799, 1816–1822[2].

W latach porozbiorowych miasto posługiwało się pieczęcią z godłem narodowym.
W 1847 Latowicz wysłał do zatwierdzenia herb miejski przedstawiający Baranka Bożego z chorągiewką bez gałązek. Do herbu zostały przez urzędnika opisującego wprowadzone zmiany - wprowadził on gwiazdę nad chorągiewką, która to została ostro zakończona.